# A'Shawn Robinson
A'Shawn Robinson (Fort Worth, 21 marzo 1995) è un giocatore di football americano statunitense che milita nel ruolo di defensive tackle per i Carolina Panthers della National Football League (NFL).

## Carriera

### Detroit Lions
Al college Robinson giocò a football con gli Alabama Crimson Tide dal 2013 al 2015; nell'ultima annata fu premiato come All-American e vinse il campionato NCAA. Fu scelto nel corso del secondo giro (44º assoluto) nel Draft NFL 2016 dai Detroit Lions. Debuttò come professionista subentrando nella gara del primo turno contro gli Indianapolis Colts.

### Los Angeles Rams
Il 18 marzo 2020 Robinson firmò con i Los Angeles Rams un contratto biennale del valore di 17 milioni di dollari. Il 13 febbraio 2022 scese in campo nel Super Bowl LVI vinto contro i Cincinnati Bengals 23-20, mettendo a segno 6 tackle e un sack e conquistando il suo primo titolo.

### New York Giants
Il 24 aprile 2023 Robinson firmó un contratto annuale del valore di 8 milioni di dollari con i New York Giants.

### Carolina Panthers
Il 13 marzo 2024 Robinson firmò un contratto triennale del valore di 22,5 milioni di dollari con i Carolina Panthers.

## Palmarès
- Super Bowl : 1

Los Angeles Rams: LVI
- National Football Conference Championship: 1

Los Angeles Rams: 2021

## Vita privata
A causa del suo aspetto fisico, a Robinson viene spesso chiesto quale sia la sua vera età. Avendo iniziato a giocare a football all'età di quattro anni, sua madre ha affermato di avere dovuto portare il certificato di nascita alle partite, poiché gli allenatori delle squadre avversarie mettevano in dubbio la sua vera età. "Non potevo giocare perché ero troppo grosso e dovevano vedere il mio certificato di nascita", ha affermato Robinson. Questo ebbe luogo anche negli anni successivi: il giocatore ha affermato di essere stato spesso scambiato per un trentacinquenne malgrado fosse uno studente nei suoi vent'anni.